# چشم‌سفید هلیای نوک‌کلفت
چشم‌سفید هلیای نوک‌کلفت (نام علمی: Heleia crassirostris) نام یک گونه از تیره چشم‌سفید است.